# Модолешть (Интрегалде, Алба)
Модолешть, Модолешті (рум. Modolești) — село у повіті Алба в Румунії. Входить до складу комуни Интрегалде.
Село розташоване на відстані 290 км на північний захід від Бухареста, 22 км на північний захід від Алба-Юлії, 60 км на південь від Клуж-Напоки.

## Населення
За даними перепису населення 2002 року у селі проживали 129 осіб, усі — румуни. Усі жителі села рідною мовою назвали румунську.